# Chortinaspis senapirensis
Chortinaspis senapirensis är en insektsart som beskrevs av Ben-dov 1976. Chortinaspis senapirensis ingår i släktet Chortinaspis och familjen pansarsköldlöss.
Artens utbredningsområde är Egypten. Inga underarter finns listade i Catalogue of Life.